# Franziskus (Film)
Franziskus ist eine 1988 produzierte italienisch-deutsche Koproduktion. Die Biografie des heiligen Franz von Assisi wurde unter der Regie von Liliana Cavani in den italienischen Abruzzen mit Mickey Rourke als Franziskus und Helena Bonham Carter als der heiligen Klara von Assisi gedreht. Der Film feierte 1989 bei den Internationalen Filmfestspielen von Cannes seine Premiere.

## Handlung
Assisi, kurz nach dem Tod des heiligen Franziskus. Dessen Anhänger, die sich nun Franziskaner nennen, beschließen, seine Lebensgeschichte aufzuschreiben, und erinnern sich.
Franziskus, der Sohn von Pietro und Pica di Bernardone, wächst als Sohn reicher Tuchhändler in Assisi auf. Er hat viele Freunde, Geld und Frauen. Eines Tages zieht er als Soldat in den Krieg gegen die Nachbarstadt Perugia und gerät in Kriegsgefangenschaft. Von einem Mitgefangenen kommt er in den Besitz einer Bibel, die vom Lateinischen ins Italienische übersetzt wurde. Franziskus, der sich aus dem Glauben bis dato nicht viel gemacht hat, beginnt das Buch aufmerksam zu studieren. Monate später kommt er gegen Lösegeld frei und kehrt nach Assisi zurück. Doch er ist verändert. Arme, Kranke und Behinderte, die er bis vor kurzem mit wilden Schimpforgien aus dem Geschäft seines Vaters gejagt hat, erregen nun seine Aufmerksamkeit. Er gibt ihnen das Geld seines Vaters und begibt sich eines Tages sogar in ein  Armenviertel von Assisi, in dem er auf Krankheit und Tod trifft. In der Kirche San Damiano, einem verfallenen Gotteshaus, erkennt er vor einem Holzkruzifix den wahren Sinn des Christentums.
Franziskus, der von seinem Vater vor Bischof Guido von Assisi gezerrt wird, streift vor aller Augen sein Gewand ab und verlässt nackt das Gotteshaus. Er beginnt ein Leben für die Armen und mit den Armen. Angefeindet von seiner Familie wie auch den Mitbürgern von Assisi lebt er im Armenviertel, bettelt und versucht sich an das Evangelium zu halten. Seine Freunde, die ihn zunächst abgelehnt haben, helfen ihm dabei. Zusammen mit Bernardo und Pietro gründet Franziskus die Franziskaner-Gemeinschaft, zu der auch Frauen wie die Adelige Klara gehören. Auch sie legt das Gelübde der Armut ab.
Doch Franziskus möchte mehr. Er reist nach Rom und bittet Papst Innozenz III. um Segen für seine Mission. Der Heilige Vater gewährt ihm den Segen. Nun erhält seine Bewegung Zulauf aus allen Teilen Europas. Doch es kommt zu Spannungen innerhalb der Franziskaner. Einige wollen nicht glauben, dass sie unbedingt in Armut leben müssen. Sie zweifeln auch an Franziskus’ Mission. Dieser beginnt ebenfalls zu zweifeln und bittet Gott um ein Zeichen. Kurz vor seinem Tod empfängt Franziskus die Stigmata, die Wundmale Christi. Dies ist für ihn das Zeichen, dass seine Mission gottgewollt war.

## Kritik
Das Lexikon des internationalen Films schreibt: „Zwar kann die Spiritualität des Franziskus nicht in ihrer ganzen Tiefe ausgelotet werden, dennoch ist der Film ein durchaus seriöser Versuch, sich einer der großen spirituellen Gestalten des Abendlandes anzunähern.“
Im Spiegel wurde dem Hauptdarsteller Rourke zwar ein „verzehrender Ganzkörper-Einsatz“ bescheinigt, was jedoch das sowohl anscheinend „nicht vorhandene Drehbuch“ als auch die schlechte Regieleistung von Liliana Cavani in dieser „tragischen Bettler-Oper“ nicht retten konnte.

## Hintergrundinformationen
Mit einem Budget von damals 22 Millionen D-Mark wurde Franziskus zwischen Februar und Juni 1988 in Italien gedreht; überwiegend in den Provinzen L’Aquila und Umbrien. Einige Innenaufnahmen entstanden in den Filmstudios Cinecittà in Rom.
In die italienischen Kinos kam der ungekürzte Film (150 Minuten) am 22. März 1989. Für das deutsche Publikum wurde der Film um 20 Minuten gekürzt; er startete in Deutschland am 16. November 1989. Auf der deutschen DVD-Fassung sind die gekürzten Szenen unsynchronisiert enthalten (deutsch untertitelt). Der Film lockte in der BRD ca. 127.000 Zuschauer in die Kinos, was Rang 87 in den deutschen Kinocharts 1989 bedeutete.

## Auszeichnungen
1995 wurde Franziskus in die Filmliste des Vatikans aufgenommen, die insgesamt 45 Filme umfasst, die aus Sicht des Heiligen Stuhls besonders empfehlenswert sind.